# Дискография Simply Red
Дискография группы Simply Red состоит из 10 студийных альбомов, 6 концертных записей, 4 сборников, 1 мини-альбома, 45 синглов, а также включает 43 видеоклипа и 8 видеоальбомов.
Первым синглом Simply Red стала песня «Money’s Too Tight (To Mention)», выпущенная в 1985 году, первый студийный альбом группы назывался Picture Book, и в Великобритании он 5 раз получил статус «платинового». Одним из главных хитов группы стал их следующий сингл «Holding Back The Years» (1986), добравшийся до вершин чартов США и Ирландии, а в Англии занявший 2 строчку. Второй альбом Men and Women был записан в 1987 году, а третья пластинка A New Flame включала второй сингл, ставший популярным в США — «If You Don’t Know Me By Now». Четвёртый альбом Simply Red Stars побил все предыдущие рекорды группы, 12 раз став «платиновым».
Первым синглом, который победил в хит-параде Великобритании, стала песня «Fairground» из пятого по счёту студийного альбома Life.
В общей сложности за период существования группы с 1985 по 2010 год продажи Simply Red составили более 50 миллионов альбомов.

## Альбомы

### Студийные альбомы
| Год  | Детали                                                                                      | Высшие позиции в чартах | Высшие позиции в чартах | Высшие позиции в чартах | Высшие позиции в чартах | Высшие позиции в чартах | Высшие позиции в чартах | Высшие позиции в чартах | Высшие позиции в чартах | Высшие позиции в чартах | Высшие позиции в чартах | Сертификация (Продажи) |
| Год  | Детали                                                                                      | UK                      | AUS                     | AUT                     | FRA                     | GER                     | NL                      | NZ                      | SWE                     | SWI                     | US                      | Сертификация (Продажи) |
| ---- | ------------------------------------------------------------------------------------------- | ----------------------- | ----------------------- | ----------------------- | ----------------------- | ----------------------- | ----------------------- | ----------------------- | ----------------------- | ----------------------- | ----------------------- | --- |
| 1985 | Picture Book - Выход: Октябрь, 1985 - Лейбл: WEA Records - Форматы: CD, LP, кассеты         | 2                       | 6                       | 10                      | —                       | 8                       | 1                       | 9                       | 26                      | 12                      | 16                      | - UK: 5× Платиновый - US: Платиновый - AUT: Золотой - FRA: Золотой - GER: 3× Золотой - NLD: Платиновый - SWI: Платиновый                                     |
| 1987 | Men and Women - Выход: Март, 1987 - Лейбл: WEA - Форматы: CD, LP, кассеты                   | 2                       | 5                       | 3                       | —                       | 3                       | 2                       | 4                       | 4                       | 1                       | 31                      | - UK: 3× Платиновый - AUT: Золотой - FRA: Золотой - NLD: Золотой - GER: Платиновый                                                                           |
| 1989 | A New Flame - Выход: Февраль, 1989 - Лейбл: WEA - Форматы: CD, LP, кассеты                  | 1                       | 2                       | 2                       | 2                       | 2                       | 4                       | 1                       | 4                       | 1                       | 22                      | - UK: 7× Платиновый - US: Золотой - AUT: Платиновый - CAN: Платиновый - FRA: Платиновый - GER: Платиновый - NLD: Платиновый - SWE: Золотой - SWI: Платиновый |
| 1991 | Stars - Выход: Октябрь, 1991 - Лейбл: East West Records - Форматы: CD, LP, кассеты          | 1                       | 7                       | 1                       | 4                       | 4                       | 3                       | 2                       | 7                       | 2                       | 76                      | - UK: 12× Платиновый - US: Золотой - AUT: 2× Платиновый - CAN: Золотой - FRA: Платиновый - GER: 5× Золотой - NLD: Платиновый - SWI: 2× Платиновый            |
| 1995 | Life - Выход: Октябрь, 1995 - Лейбл: East West - Форматы: CD, LP, кассеты                   | 1                       | 7                       | 1                       | —                       | 1                       | 3                       | 3                       | 2                       | 1                       | 75                      | - UK: 5× Платиновый - EU: 3× Платиновый - AUT: Платиновый - FRA: Золотой - GER: Платиновый - NLD: Платиновый - SWI: Золотой                                  |
| 1998 | Blue - Выход: Май, 1998 - Лейбл: East West - Форматы: CD, LP, кассеты                       | 1                       | 38                      | 1                       | 21                      | 1                       | 25                      | 13                      | 5                       | 3                       | 145                     | - UK: 2× Платиновый - EU: Платиновый - AUT: Платиновый - GER: Золотой - SWI: Золотой                                                                         |
| 1999 | Love and the Russian Winter - Выход: Ноябрь, 1999 - Лейбл: East West - Форматы: CD, кассеты | 6                       | —                       | 3                       | 57                      | 2                       | 41                      | —                       | 31                      | 8                       | —                       | - UK: Платиновый - EU: Платиновый - AUT: Золотой - GER: Платиновый                                                                                           |
| 2003 | Home - Выход: Март, 2003 - Лейбл: Simplyred.com - Форматы: CD                               | 2                       | 15                      | 8                       | 8                       | 5                       | 2                       | 19                      | 40                      | 6                       | 187                     | - UK: 2× Платиновый - EU: Платиновый - AUT: Золотой - CAN: Золотой - FRA: Золотой - GER: Платиновый - NLD: Платиновый - SWI: Золотой                         |
| 2005 | Simplified - Выход: Октябрь, 2005 - Лейбл: Simplyred.com - Форматы: CD                      | 3                       | —                       | 2                       | 64                      | 4                       | 10                      | —                       | 47                      | 3                       | —                       | - UK: Золотой |
| 2007 | Stay - Выход: Март, 2007 - Лейбл: Simplyred.com - Форматы: CD                               | 4                       | —                       | 6                       | 58                      | 4                       | 3                       | —                       | —                       | 6                       | 156                     | - UK: Золотой |
| 2015 | Big Love - Выход: 29 мая 2015 - Лейбл: EastWest - Форматы: CD, цифровая дистрибуция         | —                       | —                       | —                       | —                       | —                       | —                       | —                       | —                       | —                       | —                       | |

### Концертные альбомы
| Год  | Детали                                                                                             | Высшие позиции чартов | Высшие позиции чартов | Высшие позиции чартов | Высшие позиции чартов | Высшие позиции чартов | Высшие позиции чартов | Высшие позиции чартов | Высшие позиции чартов | Высшие позиции чартов | Высшие позиции чартов | Сертификация (Продажи) |
| Год  | Детали                                                                                             | UK                    | AUS                   | AUT                   | FRA                   | GER                   | IRE                   | NL                    | SWE                   | SWI                   | US                    | Сертификация (Продажи) |
| ---- | -------------------------------------------------------------------------------------------------- | --------------------- | --------------------- | --------------------- | --------------------- | --------------------- | --------------------- | --------------------- | --------------------- | --------------------- | --------------------- | ---------------------- |
| 1993 | Money’s Too Tight To Mention — Live In Montreux - Выход: 1993 - Лейбл: Live Line - Форматы: CD     | —                     | —                     | —                     | —                     | —                     | —                     | —                     | —                     | —                     | —                     | —                      |
| 2006 | Live In Cuba Volume One - Выход: 2006 - Лейбл: The Mail On Sunday - Форматы: CD                    | —                     | —                     | —                     | —                     | —                     | —                     | —                     | —                     | —                     | —                     | —                      |
| 2006 | Live In Cuba Volume Two - Выход: 2006 - Лейбл: The Mail On Sunday - Форматы: CD                    | —                     | —                     | —                     | —                     | —                     | —                     | —                     | —                     | —                     | —                     | —                      |
| 2007 | Live At The Royal Albert Hall - Выход: 31 мая 2007 - Лейбл: Concert Live - Форматы: CD             | —                     | —                     | —                     | —                     | —                     | —                     | —                     | —                     | —                     | —                     | —                      |
| 2010 | Farewell — The Final Tour - Выход: 2010 - Лейбл: Universal records - Форматы: CD                   | —                     | —                     | —                     | —                     | —                     | —                     | —                     | —                     | —                     | —                     | —                      |
| 2011 | Farewell: Live In Concert At Sydney Opera House - Выход: 2011 - Лейбл: Simplyred.com - Форматы: CD | —                     | —                     | —                     | —                     | —                     | —                     | —                     | —                     | —                     | —                     | —                      |

### Сборники
| Год  | Детали                                                                                  | Высшие позиции чартов | Высшие позиции чартов | Высшие позиции чартов | Высшие позиции чартов | Высшие позиции чартов | Высшие позиции чартов | Высшие позиции чартов | Высшие позиции чартов | Высшие позиции чартов | Высшие позиции чартов | Сертификация (Продажи) |
| Год  | Детали                                                                                  | UK                    | AUS                   | AUT                   | FRA                   | GER                   | IRE                   | NL                    | SWE                   | SWI                   | US                    | Сертификация (Продажи) |
| ---- | --------------------------------------------------------------------------------------- | --------------------- | --------------------- | --------------------- | --------------------- | --------------------- | --------------------- | --------------------- | --------------------- | --------------------- | --------------------- | --- |
| 1996 | Greatest Hits - Выход: - Лейбл: East West - Форматы: CD, кассеты                        | 1                     | 4                     | 1                     | —                     | 2                     | 28                    | 3                     | 3                     | 4                     | 116                   | - UK: 6× Платиновый - EU: 3× Платиновый - AUS: 4× Платиновый - AUT: Платиновый - FRA: 2× Золотой - GER: Платиновый - NLD: Платиновый - SWE: Золотой - SWI: Золотой |
| 2000 | It’s Only Love - Выход: - Лейбл: Eastwest - Форматы: CD, кассеты                        | 27                    | —                     | 5                     | —                     | 35                    | 25                    | 40                    | 19                    | 32                    | —                     | - UK: Золотой - GER: Золотой |
| 2003 | The Very Best of Simply Red - Выход: - Лейбл: Simplyred.com - Форматы: CD               | —                     | —                     | —                     | 30                    | —                     | 36                    | —                     | 21                    | 28                    | —                     | - NLD: Золотой |
| 2008 | Simply Red 25: The Greatest Hits - Выход: - Лейбл: Simplyred.com - Форматы: CD          | 9                     | —                     | 25                    | —                     | 17                    | 26                    | 3                     | —                     | 22                    | —                     | - UK: 2× Платиновый - AUS: Золотой - GER: Золотой - SWI: Золотой                                                                                                   |
| 2010 | Songs of Love - Выход: Февраль, 2010 - Лейбл: Simplyred.com - Форматы: CD               | 12                    | —                     | —                     | —                     | —                     | —                     | —                     | —                     | —                     | —                     | - Серебряный |
| 2013 | Song Book 1985–2010 - Выход: Декабрь, 2013 - Лейбл: Rhino/simplyred.com - Форматы: 4×CD | 41                    | 16                    | —                     | —                     | —                     | —                     | —                     | —                     | —                     | —                     | - Серебряный |

## Синглы
| Год  | Сингл                                         | Высшие позиции в чартах | Высшие позиции в чартах | Высшие позиции в чартах | Высшие позиции в чартах | Высшие позиции в чартах | Высшие позиции в чартах | Высшие позиции в чартах | Высшие позиции в чартах | Высшие позиции в чартах | Высшие позиции в чартах | Высшие позиции в чартах | Высшие позиции в чартах | Высшие позиции в чартах | Высшие позиции в чартах | Высшие позиции в чартах | Альбом                           |
| Год  | Сингл                                         | UK                      | IRE                     | ITA                     | FRA                     | GER                     | AUS                     | AUT                     | CAN                     | NL                      | SWE                     | SWI                     | NZ                      | US                      | US (AC)                 | US (Dance)              | Альбом                           |
| ---- | --------------------------------------------- | ----------------------- | ----------------------- | ----------------------- | ----------------------- | ----------------------- | ----------------------- | ----------------------- | ----------------------- | ----------------------- | ----------------------- | ----------------------- | ----------------------- | ----------------------- | ----------------------- | ----------------------- | -------------------------------- |
| 1985 | «Money's Too Tight (To Mention)»              | 13                      | 9                       | 4                       | 29                      | —                       | 21                      | —                       | 51                      | 22                      | —                       | —                       | 8                       | 28                      | —                       | 2                       | Picture Book                     |
| 1985 | «Come to My Aid»                              | 66                      | —                       | 11                      | —                       | —                       | —                       | —                       | —                       | —                       | —                       | —                       | 24                      | —                       | —                       | 13                      | Picture Book                     |
| 1985 | «Holding Back the Years»                      | 51                      | —                       | —                       | —                       | —                       | —                       | —                       | —                       | 5                       | —                       | —                       | —                       | —                       | —                       | —                       | Picture Book                     |
| 1986 | «Jericho»                                     | 53                      | —                       | —                       | —                       | 57                      | —                       | —                       | —                       | 13                      | —                       | —                       | —                       | —                       | —                       | —                       | Picture Book                     |
| 1986 | «Holding Back the Years» (переиздание)        | 2                       | 1                       | 20                      | —                       | —                       | 16                      | 22                      | 6                       | —                       | —                       | —                       | 40                      | 1                       | 4                       | —                       | Picture Book                     |
| 1986 | «Open Up the Red Box»                         | 61                      | 28                      | —                       | —                       | —                       | 70                      | —                       | —                       | —                       | —                       | —                       | 38                      | —                       | —                       | —                       | Picture Book                     |
| 1987 | «The Right Thing»                             | 11                      | 12                      | 4                       | —                       | 27                      | 17                      | —                       | 21                      | 5                       | —                       | 10                      | 9                       | 27                      | —                       | —                       | Men and Women                    |
| 1987 | «Infidelity»                                  | 31                      | 13                      | 22                      | —                       | —                       | 54                      | —                       | —                       | 57                      | —                       | —                       | 26                      | —                       | —                       | —                       | Men and Women                    |
| 1987 | «Maybe Someday…»                              | 88                      | —                       | —                       | —                       | —                       | —                       | —                       | —                       | —                       | —                       | —                       | —                       | —                       | 28                      | —                       | Men and Women                    |
| 1987 | «Ev'ry Time We Say Goodbye»                   | 11                      | 14                      | 47                      | —                       | —                       | —                       | —                       | —                       | 29                      | —                       | —                       | —                       | —                       | —                       | —                       | Men and Women                    |
| 1988 | «I Won’t Feel Bad»                            | 68                      | —                       | —                       | —                       | —                       | —                       | —                       | —                       | —                       | —                       | —                       | —                       | —                       | —                       | —                       | Men and Women                    |
| 1989 | «It’s Only Love»                              | 13                      | 7                       | 1                       | 24                      | 21                      | 31                      | —                       | 30                      | 10                      | —                       | 12                      | 31                      | 57                      | 19                      | —                       | A New Flame                      |
| 1989 | «If You Don't Know Me By Now»                 | 2                       | 4                       | 16                      | 11                      | 19                      | 1                       | 9                       | 1                       | 5                       | 2                       | 12                      | 1                       | 1                       | 1                       | —                       | A New Flame                      |
| 1989 | «A New Flame»                                 | 17                      | 28                      | —                       | 43                      | 55                      | 48                      | —                       | —                       | 31                      | —                       | —                       | 22                      | —                       | —                       | —                       | A New Flame                      |
| 1989 | «You’ve Got It»                               | 46                      | 14                      | 43                      | —                       | —                       | —                       | —                       | 48                      | —                       | —                       | —                       | —                       | —                       | 7                       | —                       | A New Flame                      |
| 1991 | «Something Got Me Started»                    | 11                      | 8                       | 5                       | 19                      | 11                      | 29                      | 5                       | 11                      | 3                       | 18                      | 6                       | 10                      | 23                      | 21                      | 13                      | Stars                            |
| 1991 | «Stars»                                       | 8                       | 13                      | 11                      | 24                      | 19                      | 29                      | 18                      | 17                      | 15                      | 32                      | 11                      | 32                      | 44                      | 8                       | —                       | Stars                            |
| 1992 | «For Your Babies»                             | 9                       | 11                      | —                       | 46                      | 43                      | 55                      | 23                      | 39                      | 40                      | —                       | —                       | 47                      | —                       | 24                      | —                       | Stars                            |
| 1992 | «Thrill Me»                                   | 33                      | 30                      | —                       | —                       | —                       | —                       | —                       | —                       | 58                      | —                       | —                       | —                       | —                       | —                       | —                       | Stars                            |
| 1992 | «Your Mirror»                                 | 17                      | 28                      | —                       | —                       | 59                      | —                       | —                       | —                       | —                       | —                       | —                       | —                       | —                       | —                       | —                       | Stars                            |
| 1992 | «Freedom»                                     | —                       | —                       | —                       | —                       | —                       | —                       | —                       | —                       | —                       | —                       | —                       | —                       | —                       | —                       | —                       | Stars                            |
| 1992 | «Montreux EP»                                 | 11                      | —                       | —                       | —                       | —                       | —                       | —                       | —                       | —                       | —                       | —                       | —                       | —                       | —                       | —                       | Montreux EP                      |
| 1995 | «Fairground»                                  | 1                       | 1                       | 3                       | 26                      | 5                       | 7                       | 5                       | —                       | 5                       | 17                      | 6                       | 6                       | 114                     | —                       | 25                      | Life                             |
| 1995 | «Remembering the First Time»                  | 22                      | —                       | —                       | —                       | 55                      | —                       | —                       | —                       | 23                      | —                       | —                       | 30                      | —                       | —                       | 36                      | Life                             |
| 1996 | «Never Never Love»                            | 18                      | —                       | —                       | —                       | —                       | 42                      | —                       | —                       | —                       | —                       | —                       | —                       | —                       | —                       | —                       | Life                             |
| 1996 | «We’re in This Together»                      | 11                      | —                       | —                       | —                       | 32                      | —                       | 23                      | —                       | 34                      | —                       | —                       | —                       | —                       | —                       | —                       | Life                             |
| 1996 | «Angel»                                       | 4                       | 23                      | 14                      | —                       | 71                      | —                       | —                       | —                       | —                       | —                       | —                       | 11                      | —                       | —                       | 6                       | Greatest Hits                    |
| 1997 | «Night Nurse»                                 | 13                      | —                       | —                       | —                       | —                       | —                       | —                       | —                       | —                       | —                       | —                       | —                       | 44                      | —                       | —                       | Blue                             |
| 1998 | «Say You Love Me»                             | 7                       | 15                      | 10                      | —                       | 49                      | —                       | 18                      | —                       | 71                      | —                       | —                       | —                       | —                       | —                       | —                       | Blue                             |
| 1998 | «The Air That I Breathe»                      | 6                       | —                       | —                       | —                       | 66                      | —                       | 17                      | —                       | 82                      | —                       | —                       | —                       | —                       | —                       | —                       | Blue                             |
| 1998 | «Ghetto Girl»                                 | 34                      | —                       | 29                      | —                       | —                       | —                       | —                       | —                       | —                       | —                       | —                       | —                       | —                       | —                       | —                       | Blue                             |
| 1998 | «Mellow My Mind»                              | —                       | —                       | —                       | —                       | —                       | —                       | —                       | —                       | —                       | —                       | —                       | —                       | —                       | —                       | 39                      | Blue                             |
| 1998 | «To Be Free»                                  | —                       | —                       | —                       | —                       | 88                      | —                       | —                       | —                       | —                       | —                       | —                       | —                       | —                       | —                       | —                       | Blue                             |
| 1999 | «Ain’t That a Lot of Love»                    | 14                      | —                       | 30                      | —                       | 55                      | —                       | 29                      | —                       | 68                      | —                       | 45                      | 41                      | —                       | —                       | 3                       | Love and the Russian Winter      |
| 2000 | «Your Eyes»                                   | 26                      | —                       | —                       | —                       | 95                      | —                       | —                       | —                       | —                       | —                       | —                       | —                       | —                       | —                       | —                       | Love and the Russian Winter      |
| 2003 | «Sunrise»                                     | 7                       | 14                      | 4                       | 17                      | 14                      | 35                      | 25                      | 3                       | 6                       | —                       | 22                      | 11                      | 122                     | 5                       | 1                       | Home                             |
| 2003 | «Fake»                                        | 21                      | —                       | 7                       | —                       | 43                      | —                       | —                       | —                       | 19                      | —                       | 41                      | —                       | —                       | —                       | 1                       | Home                             |
| 2003 | «You Make Me Feel Brand New»                  | 7                       | —                       | 14                      | —                       | 43                      | —                       | 47                      | —                       | 43                      | —                       | 76                      | —                       | —                       | 10                      | 5                       | Home                             |
| 2004 | «Home»                                        | 40                      | —                       | —                       | —                       | —                       | —                       | —                       | —                       | 74                      | —                       | —                       | —                       | —                       | 24                      | 10                      | Home                             |
| 2005 | «Perfect Love»                                | 30                      | —                       | 13                      | —                       | 45                      | —                       | 23                      | —                       | 69                      | —                       | 34                      | —                       | —                       | 16                      | 1                       | Simplified                       |
| 2006 | «Something Got Me Started» / «A Song for You» | 108                     | —                       | —                       | 127                     | —                       | —                       | —                       | —                       | —                       | —                       | —                       | —                       | —                       | —                       | —                       | Simplified                       |
| 2006 | «Oh! What a Girl!»                            | 57                      | —                       | 6                       | —                       | 68                      | —                       | 43                      | —                       | —                       | —                       | 23                      | —                       | —                       | —                       | —                       | Stay                             |
| 2007 | «So Not Over You»                             | 34                      | —                       | 2                       | —                       | 65                      | —                       | 36                      | —                       | 31                      | —                       | —                       | —                       | —                       | 22                      | —                       | Stay                             |
| 2007 | «Stay»                                        | 36                      | —                       | 20                      | —                       | —                       | —                       | —                       | —                       | —                       | —                       | —                       | —                       | —                       | —                       | 5                       | Stay                             |
| 2007 | «The World and You Tonight»                   | 104                     | —                       | —                       | —                       | —                       | —                       | —                       | —                       | —                       | —                       | —                       | —                       | —                       | —                       | —                       | Stay                             |
| 2008 | «Go Now»                                      | 157                     | —                       | —                       | —                       | —                       | —                       | —                       | —                       | —                       | —                       | —                       | —                       | —                       | 21                      | —                       | Simply Red 25: The Greatest Hits |
| 2009 | «Money’s Too Tight (To Mention) 2009»         | —                       | —                       | —                       | —                       | —                       | —                       | —                       | —                       | —                       | —                       | —                       | —                       | —                       | —                       | 4                       | Simply Red 25: The Greatest Hits |
| 2010 | «I Have The Love» / «Beside You»              | —                       | —                       | —                       | —                       | —                       | —                       | —                       | —                       | —                       | —                       | —                       | —                       | —                       | —                       | —                       | Songs of Love                    |

## Видеография

### Видеоальбомы
| Год  | Детали | Высшие позиции чартов | Высшие позиции чартов | Высшие позиции чартов | Высшие позиции чартов | Высшие позиции чартов | Высшие позиции чартов | Высшие позиции чартов | Высшие позиции чартов | Высшие позиции чартов | Высшие позиции чартов | Сертификация (Продажи) |
| Год  | Детали | UK                    | AUS                   | AUT                   | FRA                   | GER                   | IRE                   | NL                    | SWE                   | SWI                   | US                    | Сертификация (Продажи) |
| ---- | --- | --------------------- | --------------------- | --------------------- | --------------------- | --------------------- | --------------------- | --------------------- | --------------------- | --------------------- | --------------------- | ---------------------- |
| 1999 | Live at the Lyceum - Выход: 23 марта 1999 - Лейбл: Elektra - Форматы: DVD                                  | —                     | —                     | —                     | —                     | —                     | —                     | —                     | —                     | —                     | —                     | —                      |
| 2002 | Live in London - Выход: 22 октября 2002 - Лейбл: Rhino - Форматы: DVD                                      | —                     | —                     | —                     | —                     | —                     | —                     | —                     | —                     | —                     | —                     | —                      |
| 2003 | Home in Sicily: Live - Выход: 16 декабря 2003 - Лейбл: WEA International - Форматы: DVD                    | —                     | —                     | —                     | —                     | —                     | —                     | —                     | —                     | —                     | —                     | —                      |
| 2005 | Stars - Выход: 22 марта 2005 - Лейбл: Eagle Vision - Форматы: DVD                                          | —                     | —                     | —                     | —                     | —                     | —                     | —                     | —                     | —                     | —                     | —                      |
| 2005 | Starry Night with Simply Red - Выход: 3 мая 2005 - Лейбл: WEA International - Форматы: DVD                 | —                     | —                     | —                     | —                     | —                     | —                     | —                     | —                     | —                     | —                     | —                      |
| 2005 | Cuba! - Выход: 13 декабря 2005 - Лейбл: WEA International - Форматы: DVD                                   | —                     | —                     | —                     | —                     | —                     | —                     | —                     | —                     | —                     | —                     | —                      |
| 2007 | Stay: Live at the Royal Albert Hall - Выход: 27 ноября 2007 - Лейбл: Universal Distribution - Форматы: DVD | —                     | —                     | —                     | —                     | —                     | —                     | —                     | —                     | —                     | —                     | —                      |
| 2011 | Farewell: Live in Concert at Sydney Opera House - Выход: 2011 - Лейбл: EMI - Форматы: DVD                  | —                     | —                     | —                     | —                     | —                     | —                     | —                     | —                     | —                     | —                     | —                      |

### Видеоклипы
| Год  | Песня                            | Режиссёр(ы)   |
| ---- | -------------------------------- | ------------- |
| 1985 | «Money’s Too Tight (To Mention)» |               |
| 1985 | «Come To My Aid» (2 versions)    |               |
| 1985 | «Holding Back The Years»         |               |
| 1986 | «Jericho»                        |               |
| 1986 | «Open Up The Red Box»            |               |
| 1987 | «The Right Thing»                |               |
| 1987 | «Infidelity»                     |               |
| 1987 | «Maybe Someday…»                 |               |
| 1987 | «Ev’ry Time We Say Goodbye»      |               |
| 1988 | «I Won’t Feel Bad»               |               |
| 1989 | «It’s Only Love»                 | Энди Морахан  |
| 1989 | «If You Don’t Know Me By Now»    |               |
| 1989 | «A New Flame»                    |               |
| 1989 | «You’ve Got It»                  |               |
| 1991 | «Something Got Me Started»       | Энди Морахан  |
| 1991 | «Stars»                          |               |
| 1992 | «For Your Babies»                |               |
| 1992 | «Thrill Me»                      |               |
| 1992 | «Your Mirror»                    |               |
| 1992 | «Lady Godiva’s Room»             |               |
| 1995 | «Fairground»                     |               |
| 1995 | «Remembering The First Time»     |               |
| 1996 | «Never Never Love»               | Занна         |
| 1996 | «We’re In This Together»         | Занна         |
| 1996 | «So Beautiful»                   |               |
| 1996 | «Angel»                          |               |
| 1997 | «Night Nurse»                    |               |
| 1998 | «Say You Love Me»                |               |
| 1998 | «The Air That I Breath»          |               |
| 1998 | «Ghetto Girl»                    |               |
| 1999 | «Ain’t That A Lot Of Love»       | Майк Липскомб |
| 2000 | «Your Eyes»                      |               |
| 2003 | «Sunrise»                        |               |
| 2003 | «Fake» (Single Version)          | Энди Морахан  |
| 2003 | «You Make Me Feel Brand New»     |               |
| 2004 | «Home»                           |               |
| 2005 | «Perfect Love»                   |               |
| 2006 | «Something Got Me Started»       |               |
| 2006 | «A Song For You»                 |               |
| 2006 | «Oh! What A Girl!»               |               |
| 2007 | «So Not Over you»                |               |
| 2008 | «Go Now»                         |               |